# Марракеш-Менара (аэропорт)

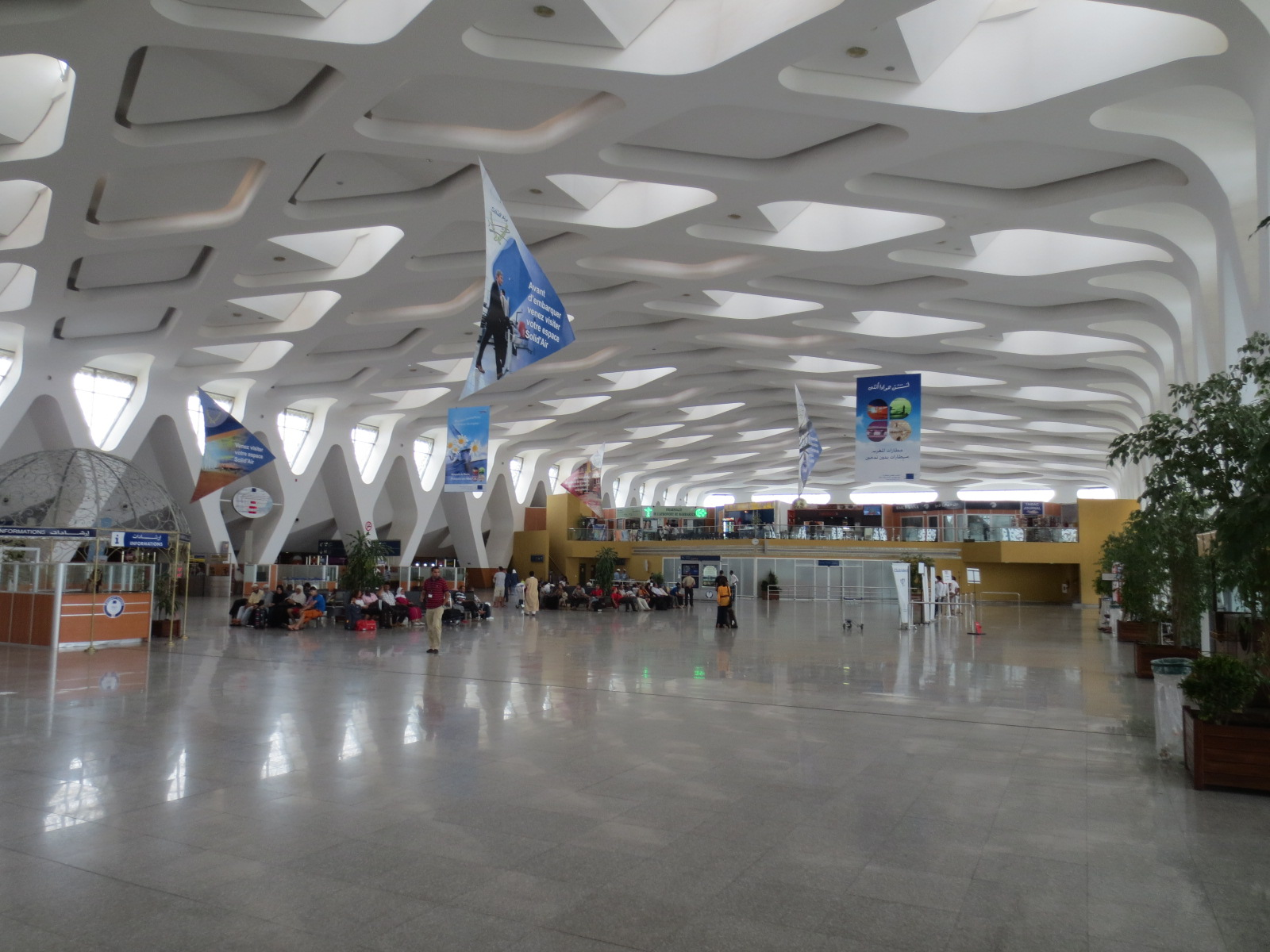
Зал регистрации

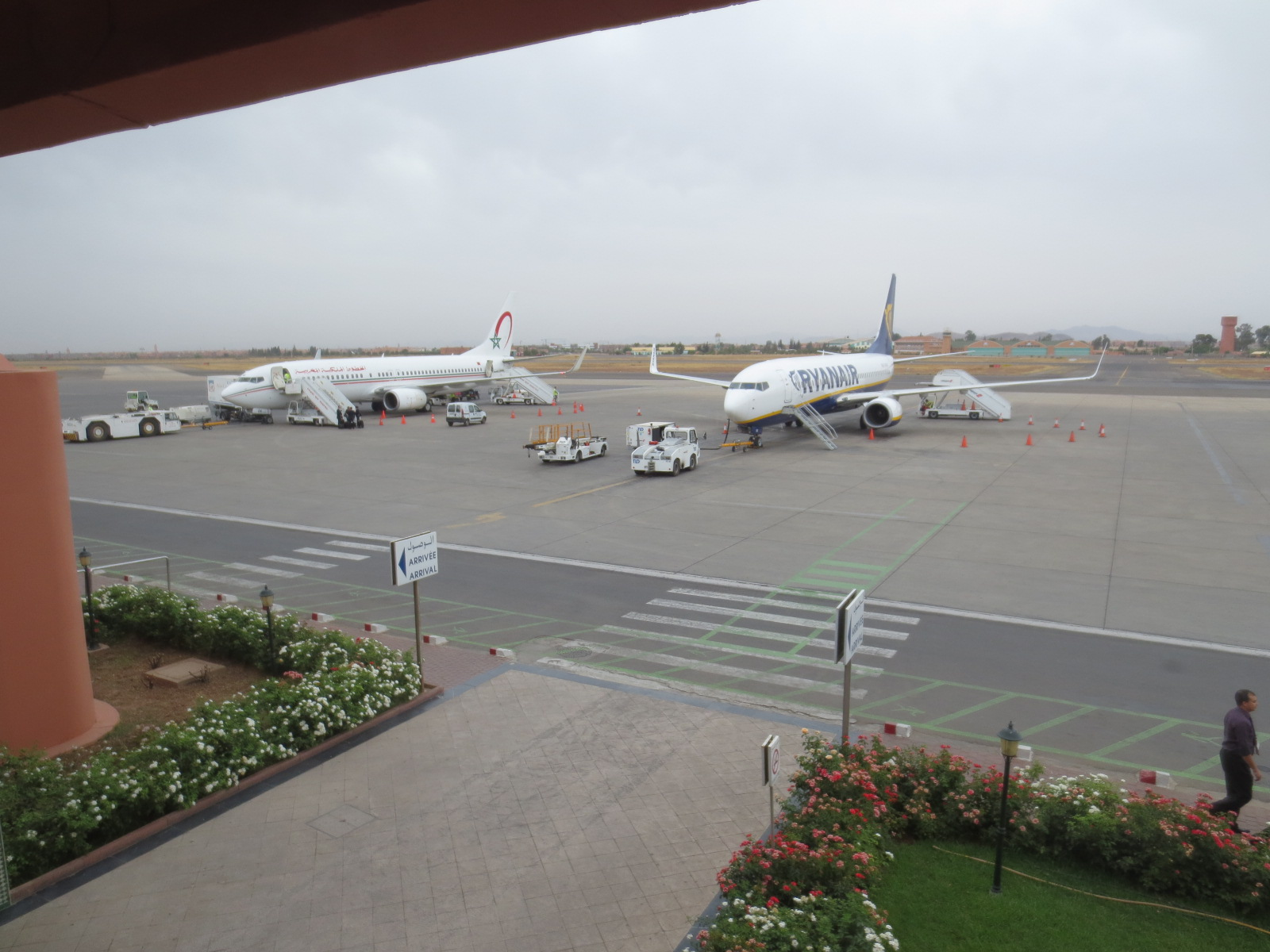
Перрон аэропорта

Аэропорт Марракеш-Менара (фр. Aéroport Marrakech Ménara, араб. مطار مراكش المنارة‎,бербер. ⴰⵣⴰⴳⵯⵣ ⵎⵕⵕⴰⴽⵛ ⵎⵉⵏⴰⵕⴰ; (ИАТА: RAK, ИКАО: GMMX) — международный аэропорт, расположенный в Марракеше, столице региона Марракеш-Сафи в Марокко. Аэропорт принимает несколько рейсов из Европы, а также рейсы из Касабланки и некоторых стран арабского мира. В 2019 году аэропорт обслужил более 6,3 миллионов пассажиров.

## История
Во время Второй мировой войны аэропорт использовался Командованием воздушного транспорта ВВС Армии США в качестве узла для грузов, транзитных самолетов и личного состава. Он функционировал как промежуточная остановка на пути в Касабланку или в Агадир на североафриканском транспортном маршруте Каир-Дакар для доставки грузов, транзитных самолетов и персонала.

## Характеристики

### Терминалы
Аэропорт Менара имеет два пассажирских терминала, расположенных в одном большом здании. Строится третий терминал. Существующие терминалы имеют площадь 42 000 м2 и расчетную пропускную способность 9 миллионов пассажиров в год. Отдельный грузовой терминал имеет крытую площадь 340 м2. Площадь аэровокзалов составляет 22 000 м2, и они рассчитаны на обслуживание 2 500 000 пассажиров в год. Менара — один из шести аэропортов Марокко, где ONDA предлагает специальные VIP-услуги «Salon Convives de Marque».

### Взлетно-посадочная полоса
На стоянке для самолетов площадью 125 000 м2 могут разместиться до четырнадцати самолетов Boeing 737 и четырех самолетов Boeing 747. Грузовой терминал имеет крытую площадь 340 м2. Взлетно-посадочная полоса с твердым покрытием проложена в направлении 10/28 и имеет размеры 3100 × 45 м. Он может принимать все современные реактивные лайнеры размером до Boeing 747. Аэропорт оборудован системой посадки ILS Cat II и использует следующие радионавигационные средства: РГА – РМД – ПРС.

## Пассажиропоток
Данные из запроса в Викиданные.
|                   | 2018      | 2017      | 2016      | 2014      | 2007      | 2006      | 2005      | 2004      | 2003      | 2002      |
| ----------------- | --------- | --------- | --------- | --------- | --------- | --------- | --------- | --------- | --------- | --------- |
| Взлётов/посадок   |           |           |           |           | 29,246    | 24,613    | 20,689    | 16,112    | 13,843    | 13,078    |
| Пассажиропоток    | 5,300,000 | 4,359,865 | 3,894,227 | 4,034,410 | 3,050,916 | 2,648,742 | 2,195,899 | 1,667,267 | 1,368,281 | 1,349,363 |
| Грузопоток (тонн) |           |           |           |           | 1555.07   | 1307.99   | 2000.40   | 2286.86   | 2092.99   | 2197.70   |